# حزب کارگران ترکیه
حزب کارگران ترکیه (به ترکی: Türkiye İşçi Partisi, TİP) یک حزب سیاسی کمونیستی بود که در کشور ترکیه فعالیت می‌کرد. حزب کارگران ترکیه در ۱۳ فوریۀ ۱۹۶۱ تأسیس شد. این حزب نخستین حزب سوسیالیستی در ترکیه بود که توانست در مجلس ترکیه کرسی به دست بیاورد. حزب کارگران ترکیه دو بار -پس از دو کودتای ۱۹۷۱ و ۱۹۸۰- ممنوع‌الفعالیت اعلام شد و نهایتاً در سال ۱۹۸۷ با حزب کمونیست ترکیه ادغام شد و حزب کمونیست متحد ترکیه را پدید آوردند.

## تاریخچه
حزب کارگران ترکیه توسط گروهی از اعضای اتحادیه‌های کارگری تأسیس شد. بنیانگذاران از حقوق‌دانی به نام محمد علی آیبار دعوت کردند که رهبری حزب را بر عهده بگیرد. پس از آیبار، شماری از روشنفکران ترکیه همچون چتین آلتان، عزیز نسین و یاشار کمال نیز به صفوف حزب پیوستند و حزب به زودی یک برنامۀ مارکسیستی تدوین کرد.
رشد حزب در جریان انتخابات سراسری ۱۹۶۵ اتفاق افتاد که طی آن حزب کارگران ترکیه توانست ۳٪ از آرا را در انتخابات ملیکسب کرده و ۱۵ کرسی در پارلمان به دست بیاورد. مشارکت فعالانۀ نمایندگان حزب کارگران ترکیه همراه با تبلیغات بالای آن‌ها در جلسات پارلمان سبب رادیکالیزه کردن صحنۀ سیاست ترکیه شد. طی سال‌های ۱۹۶۷ و ۱۹۶۸ سازمان‌های دانشجویی چپ‌گرای مبارز و اتحادیه‌های کارگری شکل گرفتند.
پس از اشغال چکسلواکی توسط شوروی در سال ۱۹۶۸، آیبار ادبیاتی خصمانه نسبت به کمونیسم شوروی به کار گرفت. با این وجود در انتخابات ۱۹۶۹ حزب کارگران ترکیه نتوانست آرایش را افزایش دهد و آیبار در نوامبر ۱۹۶۹ از رهبری حزب استعفا کرد و بهیجه بوران که با موضع ضد شوروی آیبار مخالف بود به عنوان نخستین زنی که رهبری یک حزب را در دست می‌گرفت به رهبری حزب کارگران ترکیه برگزیده شد. حزب کارگران ترکیه از کانون‌های فرهنگی انقلابی شرق (DDKO) که جریانی طرفدار کردها بود حمایت می‌کرد. حزب کارگران ترکیه در جریان کنگرۀ خود در اکتبر ۱۹۷۰ وجود جامعۀ کُرد در شرق ترکیه را به عنوان جامعه‌ای که متحمل سیاست‌های استحالۀ اجباری قرار گرفته‌است به رسمیت شناخت. از آنجا که کردها اجازۀ تأسیس حزب نداشتند، به سازمان‌های دانشجویی و یا گروه‌های چپ ترکیه و از آن‌جمله حزب کارگران ترکیه می‌پیوستند. از ۱۵ نمایندۀ حزب کارگران ترکیه که در انتخابات سال ۱۹۶۵ به پارلمان راه یافتند، ۴ تن کُرد بودند.
پس از کودتای نظامی سال ۱۹۷۱، حزب کارگران ترکیه دست به انتقاد از حکومت و حمایت کردن از اعتصابات علیه گرودتای نظامی زد. حکومت نیز متعاقباً حزب کارگران ترکیه را به بهانۀ در نظر گرفتن کردها به عنوان یک قومیت متفاوت، متهم به تجزیۀ تمامیت ترکیه کرد. در دادگاهی که در ۲۶ ژوئیۀ ۱۹۷۱ برگزار شد، حزب کارگران ترکیه متهم شناخته‌شد و در سال ۱۹۷۲ ممنوع‌الفعالیت شد. بهیجه بوران و دیگر رهبران ارشد حزب دستگیر شدند و به حبس‌هایی از ۱۲ تا ۱۵ سال و نمایندگان حزب در پارلمان نیز به ۸ سال حبس محکوم شدند. آن‌ها به دنبال اعلام عفو در سال ۱۹۷۴ از زندان آزاد شدند و یک سال بعد حزب کارگران ترکیه را دوباره راه‌اندازی کردند. با این وجود حزب دیگر نتوانست محبوبیت پیشین خود را به دست بیاورد. در ۹ اکتبر سال ۱۹۷۸ کشتاری در باغچه‌لی‌اَولَر اتفاق افتاد که طی آن ۷ دانشجو که از اعضای حزب کارگران ترکیه بودند به وسیلۀ ناسیونالیست‌های افراطی در آنکارا کشته‌شدند.
حزب کارگران ترکیه برای بار دوم پس از کودتای ۱۹۸۰ ممنوع‌الفعالیت شد. این دفعه بهیجه بوران به اروپا مهاجرت کرد و حزب فعالیت خود را به صورت مخفی ادامه داد. بهیجه بوران رهبر حزب کارگران ترکیه در ۶ اکتبر سال ۱۹۸۷ با یاشار نبی یاغچی رهبر حزب کمونیست ترکیه در بروکسل دیدار کرد. این دو تصمیم گرفتند که دو حزب با همدیگر ادغام شوند و حزب جدیدی به نام حزب کمونیست متحد ترکیه اعلام موجودیت کرد.

## سیاستمداران
- چتین آلتان
- محمد علی آیبار
- میهری بیللی
- بهیجه بوران
- ماهر چایان
- یوسف اکینجی
- دنیز گزمیش
- فاطمه حکمت ایشمن
- یالچین کوچوک
- دوغان اوزگودن
- کمال تورکلر
- مهدی زانا